# Улица Евгения Ефета
Улица Евге́ния Ефе́та — упразднённая улица в городе Ломоносове Петродворцового района Санкт-Петербурга, в упразднённом историческом районе Ольгин Канал. Проходила от Краснофлотского шоссе до Рыбацкой улицы.
Первоначальное название — Да́чная улица — появилось в 1940-х годах.
1 декабря 1967 года ее переименовали в улицу Евгения Ефета — в честь командира эсминца «Гордый» Е. Б. Ефета, погибшего с экипажем во время Великой Отечественной войны при эвакуации гарнизона советской военно-морской базы Ханко Балтийского флота.
В 80 м от своего начала улица Евгения Ефета пересекает Балтийскую железнодорожную линию по переезду.
С началом строительства в 2011 году порта Бронка начали сносить жилую застройку Ольгина Канала, в том числе на улице Евгения Ефета. К осени 2014 года были снесены дома 5 и 18. Часть самой улицы Евгения Ефета будет переустроена из-за прокладки железной дороги. В 2015 году стало известно, что будут изъяты 12 земельных участков на улице Ефета, а расположенные на них дома (№ 9, 13, 20, 21, 22, 23, 24, 27, 28, 34, 36, 40) снесут. К 2019 году все дома по улице Евгения Ефета были снесены, готовился документ об упразднении улицы. Постановлением Правительства Санкт-Петербурга от 20.01.2021 исторический район Ольгин канал и обе его улицы (Евгения Ефета и Рыбацкая) были упразднены.